# تفجير غوانزو 2021
تفجير غوانزو وقع في 22 مارس 2021 في مدينة غوانزو عاصمة مقاطعة غوانغدونغ بالصين، عندما فجر رجل قنبلة، قتل جراءها خمسة أشخاص بينهم مفجر القنبلة، وجرح خمسة آخرين. أفادت الشرطة المحلية بأن الانفجار وقع عند الساعة الـ 10 صباحًا بالتوقيت المحلى، حيث أحضر المشتبه به في التفجير والبالغ من العمر 59 عامًا عبوة ناسفة إلى المبنى الذي عقد فيه اجتماع لللجنة المحلية للقرية. بحسب الشرطة قد يكون سبب الحادث مصادرة قطعة أرض يملكها المشتبه به.